# Valico Tre Faggi
Der Valico Tre Faggi ist ein 930 Meter hoher Gebirgspass im italienischen Apennin. Er befindet sich in der Region Toskana und verbindet über die SP9ter die Gemeinden Dicomano im Westen und Premilcuore im Osten.

## Lage und Auffahrten
Der Valico Tre Faggi befindet sich in der Metropolitanstadt Florenz im Nationalpark Foreste Casentinesi. Etwas nördlicher verläuft der etwas niedrigere Passo del Muraglione.
Die Westauffahrt von Dicomano ist 21 Kilometer lang und weist auf eine durchschnittliche Steigung von 3,9 % auf. Die ersten zehn Kilometer weisen nur geringe Steigungsprozente auf, ehe die Straße bei San Godenzo deutlich zu steigen beginnt. Es folgen nun rund fünf Kilometer auf der gut ausgebauten SS67, die eine Durchschnittssteigung von rund 7 % aufweisen. Rund fünf Kilometer vor der Passhöhe wird die SS67 verlassen und die schmalere SP9ter befahren, die zunächst ein kurzes Flachstück aufweist, ehe es mit rund 5 % zum höchsten Punkt geht.
Die Ostauffahrt von Premilcuore ist 14,8 Kilometer lang und weist eine durchschnittliche Steigung von 3,6 % auf. Die ersten fünf Kilometer verlaufen bei geringen Steigungsprozenten, ehe der Passo della Braccina links abzweigt. Nun beginnt die Straße etwas stärker anzusteigen, wobei die Kilometerschnitte die 5 % Marke nur selten überschreiten. Erst zwei Kilometer vor der Passhöhe führt die SP9ter von der Emilia-Romagna in die Toskana.

## Radsport
Im Jahr 2024 führte die Tour de France auf der 1. Etappe über die Passhöhe des Valico Tre Faggi. Der Pass wurde von der Westseite befahren und galt als Bergwertung der 2. Kategorie. Er stellte die erste Bergwertung der 111. Austragung dar, die in Florenz gestartet wurde. Der Spanier Ion Izagirre führte über die Passhöhe, während der Sprinter Mark Cavendish bei seiner letzten Tour de France vom Peloton abgehängt wurde. Der Brite erreichte das Ziel dennoch im vorgegebenen Zeitlimit.
| Jahr | Etappe     | Bergwertung  | Sieger       | Auffahrt |
| ---- | ---------- | ------------ | ------------ | -------- |
| 2024 | 01. Etappe | 2. Kategorie | Ion Izagirre | West     |